# 프랑수아즈 음방고
프랑수아즈 음방고 에톤(프랑스어: Françoise Mbango Etone, 1976년 4월 14일 ~ )은 카메룬의 육상 선수로 2004년과 2008년 하계 올림픽에서 세단뛰기 2연속 금메달을 획득하였다.
야운데에서 태어나 뛰어난 멀리뛰기 선수이기도 한 음방고는 1999년 올아프리카 게임에서 6.55m와 2위를 하였다. 그녀는 세계 육상 선수권 대회, 코먼웰스 게임, 올림픽에서 카메룬을 대표한 첫 선수이다. 2002년 11월 이래 올림픽 일치와 함께 학문 보유자로 지내왔다.
2005~06 대학 시즌 동안에 그녀는 뉴욕에서 살면서 퀸스의 세인트존 대학교에서 수학하였다. 학문은 카메룬 주재 미국 대사 닐스 마쿼트와 함께 미국 전자 회사 AES 소넬 사의 협동을 통하여 가능적으로 만들어졌다.
그녀는 모국에서 문화적 프로그램의 학교 후원 때문에 세인트존 대학교에서 공부하는 데 뽑힌 것이다.